# Fridericia parathalassia
Fridericia parathalassia is een ringworm uit de familie van de Enchytraeidae. De wetenschappelijke naam van de soort is voor het eerst geldig gepubliceerd in 2003 door Schmelz.